# Scopula adeptaria
Scopula adeptaria là một loài bướm đêm trong họ Geometridae.